# Comet Automobile Company
Comet Automobile Company war ein US-amerikanischer Hersteller von Automobilen.

## Unternehmensgeschichte

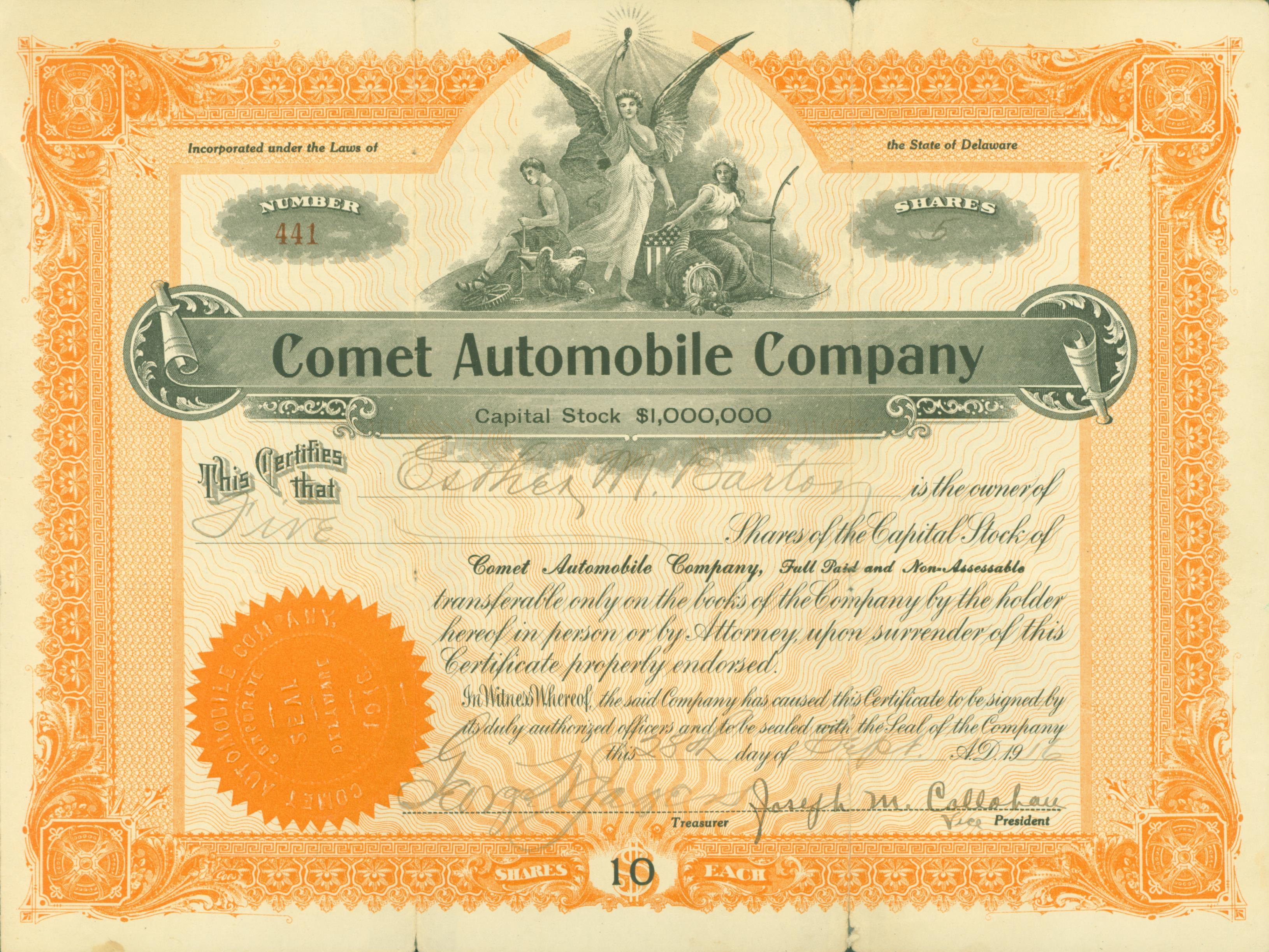
Aktie der Comet Automobile Company vom 28. September 1916

George W. Jagers gründete Ende 1916 das Unternehmen. Der Sitz war in Chicago in Illinois. Anfang 1917 entstanden etwa zwölf Prototypen. Die erste öffentliche Präsentation fand im Januar 1917 auf der Chicago Automobile Show statt. Erst im August 1917 begann die Serienfertigung in einem Werk in Decatur in Illinois. Der Markenname lautete Comet. Im Dezember 1920 begannen ernste finanzielle Probleme. 1922 endeten Produktion und Vermarktung. Die Auflösung des Unternehmens zog sich bis 1924 hin. Insgesamt entstanden über 1000 Fahrzeuge. Einige wurden nach Belgien exportiert.
Es bestand keine Verbindung zu den anderen US-amerikanischen Automobilherstellern mit dem gleichen Markennamen: Hall Automobile Company, Continental Motors Corporation aus Buffalo, Comet Cyclecar, General Developing Company, Comet Co. und Comet Motors.

## Fahrzeuge
Viele Teile wurden zugekauft. Dazu gehörten die Motoren. Die Sechszylindermotoren kamen anfangs von Lewis und später von der Continental Motors Company. Erst im letzten Jahr ergänzte ein Modell mit einem Vierzylindermotor das Sortiment.
Von 1917 bis 1918 gab es den Six-50. Der Motor leistete 50 PS. Der Radstand betrug 318 cm. Der offene Tourenwagen bot Platz für fünf Personen.
1919 gab es keine Änderungen.
1920 wurde das Fahrzeug Model C-53 genannt. Die Motorleistung war auf 53 PS gestiegen.
1921 wurde daraus das Model C-53-2. Der Motor leistete nun 55 PS. Das Fahrzeug war nur als fünfsitzige Limousine erhältlich.
1922 gab es das bisherige Modell als fünfsitzigen Tourenwagen sowie als fünf- und als siebensitzige Limousine. Neu hinzu kam der Light Four. Sein Vierzylindermotor war mit 30/32 PS angegeben. Er war als Tourenwagen mit fünf Sitzen karosseriert.

## Modellübersicht
| Jahr      | Modell       | Zylinder | Leistung (PS) | Radstand (cm) | Aufbau                                                |
| --------- | ------------ | -------- | ------------- | ------------- | ----------------------------------------------------- |
| 1917–1918 | Six-50       | 6        | 50            | 318           | Tourenwagen 5-sitzig                                  |
| 1919      | Six-50       | 6        | 50            | 318           | Tourenwagen 5-sitzig                                  |
| 1920      | Model C-53   | 6        | 55            | 318           | Tourenwagen 5-sitzig                                  |
| 1921      | Model C-53-2 | 6        | 55            | 318           | Limousine 5-sitzig                                    |
| 1922      | Light Four   | 4        | 30/32         |               | Tourenwagen 5-sitzig                                  |
| 1922      | Model C-53-2 | 6        | 55            | 318           | Tourenwagen 5-sitzig, Limousine 5-sitzig und 7-sitzig |

## Produktionszahlen
| Jahr  | Produktionszahl |
| ----- | --------------- |
| 1918  | 73              |
| 1919  | 177             |
| 1920  | 627             |
| 1921  | 287             |
| 1922  | 27              |
| Summe | 1191            |